# Адіс Лаґумджія
Адіс Лаґумджія (або Лагумджія чи Лагумджия, Adis Lagumdžija або Lagumdzija; нар. 3 березня 1999) — турецький волейболіст босняцького походження, гравець національної збірної Туреччини та італійського клубу «Valsa Group Modena» (із сезону 2022/23). Грає на позиції діагонального нападника.

## Життєпис
За час своєї ігорвої кар'єри виступав у турецьких клубах Galatasaray HDI Istanbul (2015/16 — 2016/17), «Аркас Спор» (Arkas Spor, 2017/18 — 2019/20), італійських «Веро Воллей» (Монца, Vero Volley Monza, 2020—2021), «Gas Sales Bluenergy Piacenza» (2021—2022).

## Досягнення
- переможець Золотої Євроліги 2023
- переможець Кубка Виклику 2023